# Rio Verde de Mato Grosso
Rio Verde de Mato Grosso is een gemeente in de Braziliaanse deelstaat Mato Grosso do Sul. De gemeente telt 19.216 inwoners (schatting 2009).